# Eulagisca uschakovi
Eulagisca uschakovi är en ringmaskart som beskrevs av Pettibone 1997. Eulagisca uschakovi ingår i släktet Eulagisca och familjen Polynoidae. Inga underarter finns listade i Catalogue of Life.